# Schweiz herrlandslag i volleyboll
Schweiz herrlandslag i volleyboll (tyska: Schweizer Volleyballnationalmannschaft der Männer, franska: Équipe de Suisse de volley-ball, italienska: Nazionale di pallavolo maschile della Svizzera) representerar Schweiz i volleyboll på herrsidan. Laget slutade på 19:e plats vid Europamästerskapet 1971.

### Fotnoter
1. ↑  Todor Krastev (19 mars 1971). ”Men Volleyball VIII European Championship 1971 Milano (ITA) - 23.09 - 01.10 Winner Soviet Union” (på engelska). Sport Statistics. Arkiverad från originalet den 26 juni 2015. https://web.archive.org/web/20150626122915/http://todor66.com/volleyball/Europe/Men_1971.html. Läst 28 juni 2015.